# Катастрофа DC-8 на Окинаве
Катастрофа DC-8 на Окинаве — авиационная катастрофа, произошедшая 27 июля 1970 года. Грузовой самолёт Douglas DC-8-63AF авиакомпании Flying Tiger Line выполнял плановый межконтинентальный рейс FT45 по маршруту Лос-Анджелес—Сан-Франциско—Сиэтл—Колд-Бэй—Токио—Наха—Гонконг—Камрань—Дананг, но при заходе на посадку в Нахе из-за плохих погодных условий просел ниже посадочной глиссады и рухнул в Восточно-Китайское море. Погибли все находившиеся на его борту 4 члена экипажа.

## Самолёт
Douglas DC-8-63AF (регистрационный номер N785FT, заводской 46005, серийный 412) был выпущен в 1968 году (первый полёт совершил 9 ноября). 19 ноября (по другим данным — 25 ноября) того же года был передан авиакомпании Flying Tiger Line. Оснащён четырьмя турбовентиляторными двигателями Pratt & Whitney JT3D-7. На день катастрофы налетал 6047 часов.

## Экипаж
Состав экипажа рейса FT45 был таким:
- Командир воздушного судна (КВС) — 57-летний Клео М. Трефт (англ. Cleo M. Treft). Очень опытный пилот, управлял самолётами C-46, CL-44, L-1049H и Douglas DC-4. В должности командира Douglas DC-8 — с 21 июля 1968 года. Налетал 12 488 часов, 1381 из них на DC-8.
- Второй пилот — 59-летний Роберт Э. Фоули (англ. Robert E. Foley). Очень опытный пилот, управлял самолётами C-46, CL-44, L-1049H, L-188 и Douglas DC-4. В должности второго пилота Douglas DC-8 — с 30 декабря 1968 года. Налетал 12 206 часов, 1157 из них на DC-8.
- Штурман — 46-летний Уолтер М. Робертс (англ. Walter M. Roberts). В должности штурмана Douglas DC-8 — с 23 августа 1968 года. Налетал 2484 часа, 1314 из них на DC-8.
- Бортинженер — 48-летний Уильям А. Джордж (англ. William A. George). В должности бортинженера Douglas DC-8 — с 13 февраля 1969 года. Налетал 8988 часов, 813 из них на DC-8.

## Хронология событий
Рейс FT45 вылетел из Лос-Анджелеса в 20:53 PST 25 июля и (после трёх остановок в Сан-Франциско, Сиэтле и Колд-Бэе) приземлился в Токио в 22:44 JST 26 июля. Самолёт и экипаж остались на ночь в аэропорту Ханэда.
27 июля в 09:29 рейс 045 вылетел из Токио. Около 11:30 самолёт начал заход на посадку на ВПП №18 военной базы Наха с использованием точного радиолокационного захода на посадку, в 11:35 скорость снижения самолёта резко увеличилась и через 1 минуту (в 11:36) рейс FT45 рухнул в Восточно-Китайское море на расстоянии около 700 метров от взлётной полосы. Все 4 пилота на его борту погибли.

## Расследование
Расследование причин катастрофы рейса FT45 проводил Национальный совет по безопасности на транспорте (NTSB).
Окончательный отчёт расследования был опубликован 29 декабря 1971 года.
Согласно отчёту, самолёт во время захода на посадку столкнулся с тропическим циклоном (видимость при этом не достигала 1 мили), а после того, как облака рассеялись, видимость резко увеличилась в 10-100 раз, что дезориентировало пилотов и затруднило заход на посадку.